# مانفرد دونیکه
مانفرد دونیکه (آلمانی: Manfred Donike; زاده ۲۳ اوت ۱۹۳۳ – درگذشته ۲۱ اوت ۱۹۹۵) شیمی‌دان و دوچرخه‌سوار اهل آلمان بود.